# Лещинский, Пауль фон
Пауль Станислаус Эдуард фон Лещинский (нем. Paul von Leszczynski; 29 ноября 1830 — 12 февраля 1918) — прусский военачальник, генерал от инфантерии.

## Биография
Представитель польского шляхетского рода Лещинских. Воспитывался в кадетских корпусах в Потсдаме и Берлине. С 1848 года на службе в прусской армии.
Участник Датско-прусской войны (1848—1850). Сражался в Шлезвиге и Южной Дании. В 1849 году принял участие в подавлении революции в Великом герцогстве Баден.
Во время Австро-прусско-итальянской войны 1866 года был участником битвы при Садове.
В 1864 году в составе прусской армии участвовал в сражениях Австро-прусско-датской войны, в том числе взятии г. Альса и битвы при Дюббёле.
В 1867 году Лещинский поступил на службу в армию Великого герцогства Баден. Был назначен начальником Генерального штаба армии Бадена. Во время Франко-прусской войны 1870—1871 гг. временно командовал корпусом при осаде Страсбурга, затем — Главным штабом XIV-го корпус, участвовал в сражениях и осадах Вёрта, Страсбурга, Эпиналя, Виллерсекселья и Бельфора.
После заключения мира в 1871 году Лещинский вернулся на прусскую службу. В 1877 году стал генерал-майором, в 1878 году назначен командиром 4-й гвардейской пехотной бригады. В 1880 году работал членом учебной комиссии Военной академии, в следующем году назначен инспектором егерских и стрелковых подразделений. В 1883 году — генерал-лейтенант, командир 15-й дивизии в Кёльне Принял участие в военных манёврах в России в 1884 г. Затем был переведен командиром 11-й дивизии Германской империи.
В 1888 году ему было присвоено звание генерала от инфантерии и поручено командование IX-м Армейским корпусом Германской империи.

## Награды
Королевства Пруссия:
- Орден Красного орла 4-го класса с мечами (1864)
- Орден Красного орла 3-го класса с бантом и мечами (20 сентября 1866)[1]
- Орден «Pour le Mérite» (7 июня 1864); дубовые листья к ордену (1871)[2]
- Орден Короны 2-го класса (18 января 1873)[3]; звезда к ордену (18 сентября 1880)[4]
- Орден Красного орла 2-го класса с дубовыми листьями и мечами на кольце (1877); звезда с дубовыми листьями и мечами на кольце (18 января 1885)[5]
- Орден Красного орла 1-го класса с дубовыми листьями (1888)[6]
- Орден Красного орла большой крест с дубовыми листьями и мечами на кольце (10 сентября 1890)[7]
- Орден Чёрного орла

Прочих государств:
- Орден Вендской короны (великие герцогства Мекленбург-Шверин и Мекленбург-Стрелиц)
- Большого крест Ордена Церингенского льва
- Большого крест Императорского австрийского ордена Франца Иосифа
- Орден «За военные заслуги» командорский крест (королевство Вюртемберг)
- Орден Фридриха
- Австрийский орден Леопольда